# Le Troisième Royaume
Le Troisième Royaume (titre original : The Third Kingdom) est le second tome de la suite du cycle L'Épée de vérité, série de romans de l'américain Terry Goodkind. Il est paru le 20 août 2013 aux États-Unis puis le 13 novembre 2013 en France.
Ce livre est considéré comme le treizième tome du cycle de L'Épée de vérité dans sa traduction française.

## Résumé
Richard et Kahlan ont été sauvés de Jit, la Pythie-Silence. Cependant, les deux époux sont atteints d'un mal insidieux et nécessitant un sortilège puissant pour en guérir. Ils sont recueillis dans un village au fin fond des Terres Noires, mais leurs amis Zeed, Nicci et Cara ont disparu, sans doute emportés par des Demi-humains. Grâce à une très jeune magicienne, Samantha, Richard découvre que ce village a été bâti pour surveiller un royaume oublié, le Troisième Royaume, qui semble s'être réveillé. Tous deux vont tenter d'en savoir plus, et Richard va assister à la renaissance du Royaume, et surtout celle d'une antique guerre qui risque de déferler sur le Nouveau Monde. 